# Municipio de Bejou
El municipio de Bejou (en inglés: Bejou Township) es un municipio ubicado en el condado de Mahnomen en el estado estadounidense de Minnesota. En el año 2010 tenía una población de 79 habitantes y una densidad poblacional de 0,82 personas por km².

## Geografía
El municipio de Bejou se encuentra ubicado en las coordenadas 47°27′35″N 95°59′40″O / 47.45972, -95.99444. Según la Oficina del Censo de los Estados Unidos, el municipio tiene una superficie total de 96.68 km², de la cual 96,47 km² corresponden a tierra firme y (0,22 %) 0,21 km² es agua.

## Demografía
Según el censo de 2010, había 79 personas residiendo en el municipio de Bejou. La densidad de población era de 0,82 hab./km². De los 79 habitantes, el municipio de Bejou estaba compuesto por el 89,87 % blancos, el 8,86 % eran amerindios, el 1,27 % eran de otras razas. Del total de la población el 3,8 % eran hispanos o latinos de cualquier raza.